# Gwenegan Bui

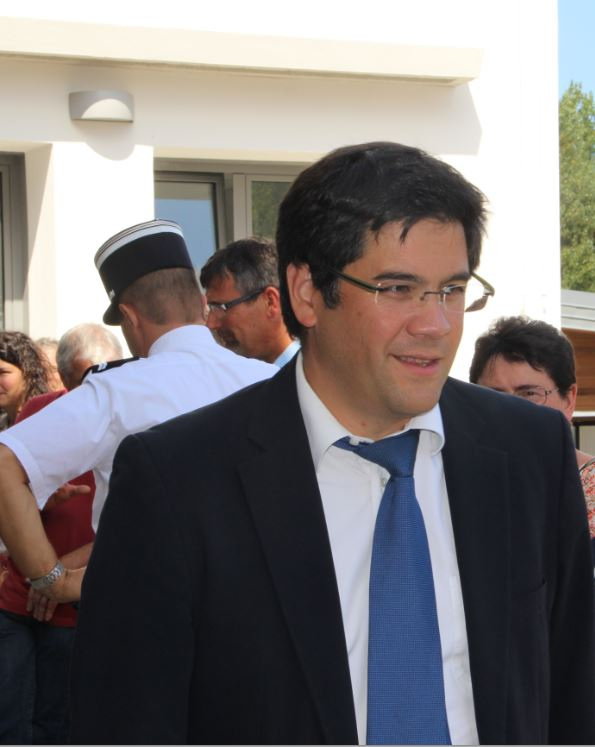
Gwenegan Bui (2013)

Gwenegan Bui (* 27. Juli 1974 in Vitry-sur-Seine) ist ein französischer Politiker. Er ist seit 2012 Abgeordneter der Nationalversammlung.
Bui studierte hauptsächlich in Brest und entschied sich zu Beginn des Studiums, sich politisch zu engagieren. Er trat in die Parti socialiste ein und war später Vorsitzender des Mouvement des Jeunes Socialistes. Zum Abschluss seines Studiums erlangte Bui ein DEA in Geschichte und ein DESS in Geopolitik. 2008 wurde er ins nationale Büro der Parti socialiste gewählt. Im folgenden Jahr gelang ihm der Einzug in den Gemeinderat von Morlaix. 2010 zog er auch in den Regionalrat der Bretagne ein. Dem folgte eine Kandidatur bei den Parlamentswahlen 2012, wo er im vierten Wahlkreis des Départements Finistère als Stellvertreter von Marylise Lebranchu antrat. Lebranchu wurde gewählt und musste im Juli 2012, nachdem sie zur Ministerin ernannt wurde, ihr Mandat an Bui abgeben.